# 張薦
張薦（744年—804年），字孝舉，深州陸澤（今河北省衡水市深州）人，唐代政治人物。

## 生平
张鷟之孫。生於唐玄宗天寶三年（744年），敏銳有文辭，專治《周官》、《左氏春秋》。很得當時書法家颜真卿的赏识。顏真卿被李希烈軟禁時，張薦上書請以李希烈親屬三人贖回顏真卿，後來擔任左拾遺。曾和皇帝討論盧杞的罪行，深得皇帝稱許。擢拔為諫議大夫。官至工部侍郎。贞元二十年（804年），吐蕃赞普去世，张荐任吐蕃吊祭使，前往慰問，病卒於途中。有子张敦靖、张敦简、张敦业、张敦谦、张敦绍、张又新、张希复，张希复之子张读。

## 延伸阅读
[在维基数据编辑]
 在维基文库阅读此作者作品
 《舊唐書·卷149》，出自刘昫《舊唐書》
 《新唐書·卷161》，出自《新唐書》